# Mistrovství světa juniorů ve sportovním lezení 2012
Mistrovství světa juniorů ve sportovním lezení 2012 (anglicky: IFSC World Youth Championship) se uskutečnilo jako dvacátý ročník 25.-26. května v Singapuru v lezení na obtížnost a rychlost. Do průběžného světového žebříčku juniorů se bodovalo třicet prvních závodníků v každé kategorii lezců od 14 do 19 let.

## Průběh MSJ
Domácí závodníci zde měli jednoho finalistu, mezi nejmladšími medailisty se umístili také závodnice z Venezuely a Ekvádoru.

### Češi na MSJ
Po čtyřech nejúspěšnějších letech nezískali čeští závodníci již dva roky žádnou medaili.

### Výsledky juniorů a juniorek
| obtížnost             | obtížnost               | rychlost                | rychlost                   |
| --------------------- | ----------------------- | ----------------------- | -------------------------- |
| junioři               | juniorky                | junioři                 | juniorky                   |
| 1. Dmitrij Fakirjanov | 1. Momoka Oda           | 1. Nikita Sujuškin      | 1. Anouck Jaubert          |
| 2. Domen Škofic       | 2. Magdalena Röck       | 2. Dmitrij Timofejev    | 2. Esther Bruckner         |
| 3. Jure Raztresen     | 3. Katharina Posch      | 3. Konstantin Payl      | 3. Julija Kaplinová        |
|                       |                         |                         |                            |
| 4. Max Rudigier       | 4. Sol Sa               | 4. Sergiy Barkovskyy    | 4. Aleksandra Rudzinska    |
| 5. Christoph Hanke    | 5. Risa Ota             | 5. Viacheslav Vedenchuk | 5. Anna Cyganovová         |
| 6. Hongil Kim         | 6. Laura Michelard      | 6. Yaroslav Gontaryk    | 6. Anna Zaikina            |
| 7. Nikita Sujuškin    | 7. Tina Johnsen Hafsaas | 7. Marcin Dzienski      | 7. Francis Guillen         |
| 8. Thomas Joannes     | 8. Tsukasa Mizuguchi    | 8. Guangdong Li         | 8. Svetlana Okolnichnikova |
|                       |                         |                         |                            |
| 11. Jan Jeliga        | 32. Eva Křížová         | 31. Jan Jeliga          | 13. Eva Křížová            |
|                       |                         |                         |                            |
| 8 finalistů           | 8 finalistek            | 4/8 finalistů           | 4/8 finalistek             |
| 26 semifinalistů      | 26 semifinalistek       | 16 semifinalistů        | 16 semifinalistek          |
| 51 juniorů            | 46 juniorek             | 35 juniorů              | 20 juniorek                |

### Výsledky chlapců a dívek v kategorii A
| obtížnost            | obtížnost              | rychlost               | rychlost               |
| -------------------- | ---------------------- | ---------------------- | ---------------------- |
| chlapci              | dívky                  | chlapci                | dívky                  |
| 1. Sebastian Halenke | 1. Jessica Pilz        | 1. Ruslan Faizullin    | 1. Anna Emets          |
| 2. Semen Chesnokov   | 2. Anak Verhoeven      | 2. Sergei Luzhetskii   | 2. Valeria Baranova    |
| 3. Martin Bergant    | 3. Salomé Romain       | 3. Georgy Artamonov    | 3. Nina Lach           |
|                      |                        |                        |                        |
| 4. Tomoa Narasaki    | 4. Ana Tiripa          | 4. Amir Maimuratov     | 4. Alexandra Elmer     |
| 5. Sean Bailey       | 5. Andrea Ebner        | 5. Alessandro Santoni  | 5. Bailey Dickinson    |
| 6. Hiroto Shimizu    | 6. Ievgeniia Kazbekova | 6. Jan Kříž            | 6. Kyra Condie         |
| 7. Hanwool Kim       | 7. Aya Onoe            | 7. Aleksandr Bolshakov | 7. Bin Bin Zhang       |
| 8. David Firnenburg  | 8. Hannah Baehr        | 8. Maxim Shcherbakov   | 8. Svetlana Motovilova |
|                      |                        |                        |                        |
| 29. Petr Čermák      | 11. Tereza Svobodová   | —                      | 21. Tereza Svobodová   |
|                      |                        |                        |                        |
| 8 finalistů          | 8 finalistek           | 4/8 finalistů          | 4/8 finalistek         |
| 26 semifinalistů     | 26 semifinalistek      | 16 semifinalistů       | 16 semifinalistek      |
| 69 chlapců           | 49 dívek               | 36 chlapců             | 22 dívek               |

### Výsledky chlapců a dívek v kategorii B
| obtížnost                         | obtížnost                | rychlost              | rychlost                |
| --------------------------------- | ------------------------ | --------------------- | ----------------------- |
| chlapci                           | dívky                    | chlapci               | dívky                   |
| 1. Anze Peharc                    | 1. Hannah Schubert       | 1. Aleksandr Shikov   | 1. Liesli Romero        |
| 2. Hannes Puman                   | 2. Aika Tajima           | 2. Danil Zakirov      | 2. Nicole Mejia         |
| 3. Georg Parma                    | 3. Mona Kellner          | 3. Maksim Diachkov    | 3. Anastasiia Klochkova |
|                                   |                          |                       |                         |
| 4. William Bosi                   | 4. Staša Gejo            | 4. Vladislav Myznikov | 4. Daria Kan            |
| 5. Héctor Adrián Martínez Cordero | 5. Paloma Simon          | 5. Ludovico Fossali   | 5. Mariia Musienko      |
| 6. Yuzuru Iida                    | 6. Claire Buhrfeind      | 6. John Brosler       | 6. Chiara Rogora        |
| 7. Danil Zakirov                  | 7. Molly Thompson- Smith | 7. Brendan Mitchell   | 7. Jara Späte           |
| 8. Shinichiro Nomura              | 8. Margo Hayes           | 8. Guangfeng Li       | 8. Kayla Lieuw          |
|                                   |                          |                       |                         |
| bez české účasti                  | —                        | —                     | —                       |
|                                   |                          |                       |                         |
| 8 finalistů                       | 8 finalistek             | 4/8 finalistů         | 4/8 finalistek          |
| 26 semifinalistů                  | 26 semifinalistek        | 16 semifinalistů      | 16 semifinalistek       |
| 56 chlapců                        | 48 dívek                 | 29 chlapců            | 27 dívek                |

### Medaile podle zemí
| pořadí | stát      | Zlatá medaile | Stříbrná medaile | Bronzová medaile | celkem |
| ------ | --------- | ------------- | ---------------- | ---------------- | ------ |
| 1.     | Rusko     | 5             | 4                | 5                | 14     |
| 2.     | Rakousko  | 2             | 2                | 3                | 7      |
| 3.     | Slovinsko | 1             | 1                | 2                | 4      |
| 4.     | Francie   | 1             | 1                | 1                | 3      |
| 5.     | Japonsko  | 1             | 1                | 0                | 2      |
| 6.     | Německo   | 1             | 0                | 1                | 2      |
| 7.     | Venezuela | 1             | 0                | 0                | 1      |
| 8.     | Ekvádor   | 0             | 1                | 0                | 1      |
| 8.     | Švédsko   | 0             | 1                | 0                | 1      |
| 8.     | Belgie    | 0             | 1                | 0                | 1      |